# Wichita (volk)

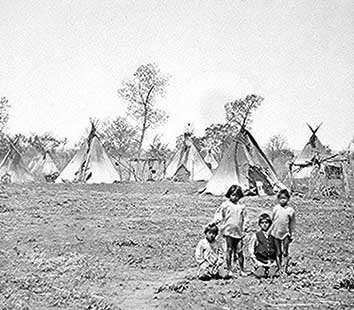
Wichita in 1904

De Wichita zijn een indiaans volk. Van oudsher leefden zij in de staten Texas, Oklahoma en Kansas. Ze noemen zichzelf Kitikiti’sh of Kirikirish wat waarschijnlijk Eerste Mensen betekent. Volgens een andere etymologie betekent deze naam: zij, die ogen als van wasberen hebben. De Wichita hadden de gewoonte, zich te tatoeëren ook rondom de ogen. 
De Spaanse ontdekkingsreiziger Francisco Vásquez de Coronado was de eerste Europeaan die met de Wichita in contact kwam. Dit gebeurde waarschijnlijk in het hedendaagse Kansas, tijdens de expeditie naar de Zeven Steden van Cibola die van 1540 tot 1542 plaatsvond. Destijds waren er naar schatting zo'n 200.000 Wichita.
De Wichita hebben zich in de afgelopen eeuwen steeds verplaatst naar andere gebieden en de bevolking is flink uitgedund.
In 2018 waren er nog ruim 2900 personen als Wichita geregistreerd.
In 2008 werden de Wichita uit de staat Oklahoma opgenomen in de Oklahoma Music Hall of Fame.